# غرب النرويج
غرب النرويج (بالنرويجية: Vestlandet، وبالإنجليزية: Western Norway) هي منطقة جغرافية في النرويج تضم مقاطعات هوردالان، روغالان، موره ورومسدال، سوغن وفيوردانه. تُقدّر مساحتها بــ 58,582 كم مربع، وسكانها حوالي 1.3 مليون نسمة.